# Contea di Laois
Il Laois (pronuncia IPA: /liːʃ/; Lish, talvolta scritto anche Laoighis e Leix) è una contea della Repubblica d'Irlanda, situata nella provincia del Leinster, nelle midlands dell'isola d'Irlanda.

## Topografia
Il territorio della contea è veramente esiguo, di appena 1719 km², anche se ci sono contee di dimensioni ben più ridotte; è totalmente caratterizzato da un territorio pressoché pianeggiante o poco collinare ed attraversato da due fiumi di discreta importanza, eccetto per la catena montuosa delle Slieve Bloom, importanti in passato strategicamente e visitate oggi da naturalisti e turisti per i paesaggi incontaminati e rilassanti.
Il Laois è l'unica contea d'Irlanda ad essere doppiamente senza sbocco sul mare, ovvero a non avere nessun tratto di costa e a confinare con altra contea affacciata sul mare.

## Storia
Il Laois ha avuto da sempre un particolare rapporto con i dominatori britannici.
Fu creata infatti nel 1556 da Maria I d'Inghilterra, col nome di Queen's county: è stato soltanto dopo la Guerra d'indipendenza irlandese che ricevette l'attuale ma antico nome in gaelico: stessa sorte capitò a Portlaoise, county town e centro maggiore, che prima si chiamava Maryborough.
Inoltre la regione fu soggetta a ben due plantations (colonizzazioni forzate di insediatori inglesi), l'unica al di fuori della provincia settentrionale dell'Ulster.
La prima accadde nel 1556, quando il Duca di Sussex cacciò il clan degli O'Moore e cercò di rimpiazzarli con coloni inglesi. Ne scaturì una lunga guerriglia che lasciò pochi superstiti in un clima di continuo agguato.
Seguì una plantation più riuscita nel XVII secolo, dove i superstiti furono raggiunti da altri coloni inglesi, mentre nel 1690 degli ugonotti francesi si inserirono nella comunità preesistente per volontà di Guglielmo d'Orange, in segno di gratitudine del loro contributo nelle guerre giacobite in Irlanda.

## Politica
Dal 2005 il Laois è governato da una coalizione composta dai partiti Fine Gael, Partito Laburista e Democratici Progressisti, tutte forze politiche che nel parlamento nazionale fanno parte dell'opposizione.
Il Consiglio della contea è formato da 25 membri eletti in 5 distretti elettorali: Portlaoise (6 membri), Emo (4), Mountmellick (4), Luggacurren (4) e Borris in Ossory (7). È gemellata con la città italiana di Montebelluna, in provincia di Treviso.

## Località

### Centri abitati
- Portlaoise
- Abbeyleix
- Aghaboe
- Ballaghmore
- Ballickmoyler
- Ballinakill
- Ballybrittas
- Ballyfin
- Ballylynan
- Ballyroan
- Borris-in-ossory
- Clonenagh
- Donaghmore
- Durrow
- Emo
- Killeshin
- Mountmellick
- Mountrath
- Portarlington
- Raheen
- Rathdowney
- Rosenallis
- Stradbally
- Timahoe
- Vicarstown

### Monumenti e luoghi d'interesse
- Slieve Bloom
- Rock of Dunamase